# Kazimierz Hildt
Kazimierz Hildt (ur. 1853 w Warszawie, zm. 20 sierpnia 1879 w Clarens) – działacz socjalistyczny.
Początki zainteresowań ruchem socjalistycznym miały miejsce w 1875 r., kiedy to z Konradem Prószyńskim i Józefem Pławińskim współtworzył Studenckie Koło Biblioteczne. Podczas studiów na Cesarskim Uniwersytecie Warszawskim poznał Ludwika Waryńskiego, który realizował plan stworzenia kółka socjalistycznego złożonego z młodych inteligentów (1877). Do nowo powstałego kółka poza Kazimierzem Hildtem należeli Kazimierz Dłuski, Szymon Dickstein, Stanisław Mendelson i Filipina Płaskowicka. Kazimierz Hildt został inicjatorem zakładania kółek wśród robotników, jego rolą była organizacja spotkań, podczas których czytano odezwy, pisma socjalistyczne i prowadzono prelekcje. Był współautorem periodyku socjalistycznego Równość, na łamach którego opublikowano stworzony przez niego tzw. program brukselski. Na początku 1878 r. udał się do Lwowa, gdzie miał nadzorować drukowanie dokumentów propagandowych, jednak władze Galicji nakazały mu opuszczenie swoich granic. 17 maja 1878 r. Kazimierz Hildt wyjechał do Szwajcarii, gdzie powstała polska organizacja socjalistyczna. Krótko przebywał w Genewie, po czym zamieszkał w Clarens.
Hildt ożenił się z Marią Gay, młodą dziewczyną, zafascynowaną ideami socjalistycznymi. Małżeństwo miało mieć charakter fikcyjny. Po ślubie, gdy Hildt chciał jednak skorzystać z małżeńskich prerogatyw, żona oskarżyła go przed partyjnymi towarzyszami. Wyrok sądu koleżeńskiego przyczynił się do odsunięcia się od niego innych polskich socjalistów.
Hildt zajmował się tłumaczeniem książek socjalistycznego myśliciela politycznego, Ferdynanda Lassalle'a. W ostatnim roku życia zajmował się zbieraniem materiału do pracy o warunkach życia polskiego ludu. Chorował na gruźlicę i wkrótce zmarł. Został pochowany na cmentarzu w Carouge koło Genewy, niedaleko mogiły generała Józefa Hauke-Bosaka. Nad grobem Hildta przemówił w dniu pogrzebu jego przyjaciel, Bolesław Limanowski. Staraniem brata zmarłego, Ludwika, który był malarzem, wzniesiono pomnik z polskim napisem: "Dzielnemu bojownikowi sprawy ludu polskiego".